# Visita de Bento XVI aos Estados Unidos
A visita do Papa Bento XVI aos Estados Unidos (oficialmente: Apostolic Visit to the United States of America and to the Seat of the United Nations) ocorreu entre 15 e 20 de abril de 2008, sendo a primeira visita deste ou de qualquer outro Pontífice ao país desde 1985. A visita do Papa foi anunciada no fim de 2007, e então, preparada pela Conferência dos Bispos Católicos dos Estados Unidos.
Durante toda a sua passagem por Washington, D.C, mais precisamente pela Casa Branca, o Papa foi recepcionado pelo Presidente George W. Bush e pela Primeira-dama Laura Bush.

## Programação

### Washington, D.C
15 de Abril
O Papa desembarcou na Base Aérea Andrews, no estado de Maryland, e foi cumprimentado por George e Laura Bush. Foi a primeira vez na história em que um presidente estadunidense se dirigiu ao encontro do chefe de Estado visitante, já que normalmente aguardam sua chegada à Casa Branca.
16 de Abril
Bento XVI foi formalmente recebido por George W. Bush e outras 9.000 pessoas no Gramado Sul (South Lawn) da Casa Branca no evento conhecido como State Arrival Ceremony. Outras 4.000 pessoas, na Avenida Pensilvânia, esperavam pela carreata do Pontífice e cantaram Happy Birthday em comemoração ao seu 81º aniversário.
Logo após, Bento XVI e o presidente Bush se reuniram no Salão Oval para discutir questões relativas aos imigrantes. No fim do encontro, o Papa foi presenteado com um bolo de aniversário preparado pelo Chef da Casa Branca, William Yosses. Em seguida o Papa se dirigiu à Basílica do Santuário Nacional da Imaculada Conceição para discursar aos bispos.
17 de Abril
Bento XVI celebrou uma missa para aproximadamente 46.000 pessoas no Nationals Park, casa dos Washington Nationals. A celebração ultrapassou a capacidade máxima do estádio de 41.000 lugares. Além disso estiveram presentes 14 cardeais, 2 bispos e 1.300 padres. Após a missa o Pontífice esteve na Universidade Católica da América, onde discursou para representantes de várias instituições católicas americanas.